# Ferrari SF90 Stradale
Ferrari SF90 Stradale (Type F173) este o mașină sport PHEV (plug-in Hybrid Electric Vehicle) cu motor mediu produs de producătorul italian de automobile Ferrari. Mașina își împărtășește numele cu mașina de Formula 1 SF90, SF90 reprezentând cea de-a 90-a aniversare a echipei de curse Scuderia Ferrari și „Stradale” care înseamnă „făcut pentru drum”.